# Jhon Quiñónes
Jhon Quiñones Saya (Tumaco, Nariño; 25 de mayo de 2000), es un futbolista colombiano. Se desempeña en la posición de delantero y su actual equipo es el Atlético Fútbol Club de la Categoría Primera B.

## Clubes
| Club            | País           | Año           |
| --------------- | -------------- | ------------- |
| América de Cali | Colombia       | 2018 - 2019   |
| Marinhense      | Portugal       | 2019          |
| Atlético F. C.  | Colombia       | 2020          |
| Bayamón F. C.   | Puerto Rico    | 2022-2023     |
| El Farolito SC  | Estados Unidos | 2023          |
| C. D. S. Vida   | Honduras       | 2023          |
| Atlético F. C.  | Colombia       | 2024-presente |

## Estadísticas
Actualizado al último partido disputado el 8 de diciembre de 2019.
| Club                       | Temporada           | Liga  | Liga  | Copa Nacional | Copa Nacional | Copa Internacional | Copa Internacional | Total | Total |
| Club                       | Temporada           | Part. | Goles | Part.         | Goles         | Part.              | Goles              | Part. | Goles |
| -------------------------- | ------------------- | ----- | ----- | ------------- | ------------- | ------------------ | ------------------ | ----- | ----- |
| América de Cali · Colombia | 2018                | 12    | 2     | 1             | 0             | —                  | —                  | 13    | 2     |
| América de Cali · Colombia | 2019                | 7     | 0     | 5             | 2             | —                  | —                  | 12    | 2     |
| América de Cali · Colombia | Total               | 19    | 2     | 6             | 2             | —                  | —                  | 25    | 4     |
| Marinhense Portugal        | 2019                | 4     | 0     | 2             | 0             | —                  | —                  | 6     | 0     |
| Marinhense Portugal        | Total               | 4     | 0     | 2             | 0             | —                  | —                  | 6     | 0     |
| Total en su carrera        | Total en su carrera | 23    | 2     | 8             | 2             | —                  | —                  | 31    | 4     |